# Darunavir
Il darunavir è un inibitore delle proteasi che viene utilizzato nel trattamento dei soggetti con infezione da HIV ed AIDS. Darunavir è stato progettato per inibire l'enzima proteasi di molti ceppi di HIV, inclusi quei ceppi che presentavano resistenza, a seguito di mutazioni, a molti altri inibitori della proteasi.
In Italia il farmaco è venduto dalla società farmaceutica Janssen-Cilag con il nome commerciale di Prezista nella forma farmacologica di compresse rivestite contenenti 300, 400 e 600 mg di darunavir (come etanolato).

## Farmacodinamica
Il darunavir interferisce con la formazione di alcune proteine essenziali per il virus, in particolare con le poliproteine Gag-Pol che vengono codificate da HIV all'interno delle cellule infettate. Il composto impedisce il clivaggio di queste proteine (ovvero ne impedisce la trasformazione da precursore inattivo a forma attiva) e quindi blocca la formazione di particelle virali mature rendendo il virus incapace di infettare altre cellule.

Lo sviluppo di resistenza al composto tende a svilupparsi più rapidamente se viene utilizzato da solo, e con maggiore lentezza in caso di contemporanea somministrazione con altri inibitori della proteasi. La resistenza sembra essere associata alla sostituzione di alcuni amminoacidi nel gene della proteasi.

## Farmacocinetica
Dopo somministrazione per via orale il darunavir è rapidamente assorbito dal tratto gastroenterico. La concentrazione plasmatica massima (Cmax), quando co-somministrato con ritonavir a basso dosaggio, viene raggiunta entro 2,5-4 ore dall'assunzione.
La biodisponibilità della molecola assunta per os è pari a circa il 37% ma aumenta fino ad oltre l'80% se viene contemporaneamente somministrata in presenza di una bassa dose di ritonavir (100 mg due volte al giorno).
Se la somministrazione è accompagnata dall'assunzione di cibo, la biodisponibilità incrementa ulteriormente.
Il legame del composto con le proteine plasmatiche è di circa il 95%. Nel legame appare principalmente coinvolta la α1–glicoproteina acida plasmatica.
Darunavir è metabolizzato ampiamente per ossidazione dal sistema epatico del citocromo P450, ed in modo quasi esclusivo dall'isoenzima CYP3A4. Almeno 3 metaboliti ossidativi di darunavir sono dotati di attività antiretrovirale, sia pure inferiore rispetto al composto progenitore.
Il farmaco viene eliminato dall'organismo umano per circa l'80% con le feci (per il 40% in forma immodificata) e per il
14% tramite l'emuntorio renale (il 7-8% in forma immodificata).
L'emivita di eliminazione terminale è di 15 ore.

## Usi clinici
Darunavir è un inibitore delle proteasi che trova indicazione nel trattamento dell'infezione da HIV e nei soggetti affetti da AIDS.
Per evitare l'emergenza di resistenze viene utilizzato in associazione con altre molecole ad attività antiretrovirale. Darunavir è somministrato con una bassa dose di ritonavir, che agisce come potenziatore della farmacocinetica del primo. È stato inserito nelle linee guida SIMIT del 13 marzo 2020 in combinazione al ritonavir o al Cobicistat come alternativa la lopinavir per l'infezione da SARS-CoV-2

## Effetti collaterali ed indesiderati
Gli eventi avversi più spesso segnalati in corso di trattamento con darunavir sono di tipo gastrointestinale: comune il dolore addominale, la nausea e il vomito, la dispepsia, la flatulenza e diarrea. Meno comuni stomatite, secchezza delle fauci, lingua impaniata, eruttazione, malattia da reflusso gastroesofageo, gastrite, pancreatite, stipsi.
Altri effetti riportati in letteratura medica comprendono astenia, cefalea, vertigine, stanchezza, insonnia, alterazioni dei lipidi sierici: in particolare ipertrigliceridemia e ipercolesterolemia.
Con minore frequenza è stata riportata la comparsa di infarto miocardico, tachicardia, gotta, diabete mellito/iperglicemia, osteoporosi, sonnolenza e attacchi ischemici cerebrali transitori.

Rari i casi di reazioni cutanee come rash cutaneo, iperpigmentazione, perdita di capelli, reazioni orticarioidi, eritema multiforme, necrolisi epidermica tossica e sindrome di Stevens-Johnson.
Per lungo tempo si è sospettato che alcuni pazienti in trattamento antiretrovirale con darunavir potessero andare incontro a lipodistrofia; il 23 ottobre 2015 l'EMA, in linea con le evidenze raccolte nel corso degli anni, ha convenuto di togliere gli avvertimenti sull'accumulo anomalo e sulla ridistribuzione del grasso corporeo

## Controindicazioni
Il farmaco è controindicato nei soggetti con ipersensibilità nota al principio attivo oppure ad uno qualsiasi degli eccipienti utilizzati nella preparazione farmacologica. Inoltre è controindicato nei soggetti con grave insufficienza epatica, mentre i soggetti con insufficienza moderata dovrebbero essere attentamente monitorati nel corso del trattamento.